# Yakutatská zátoka

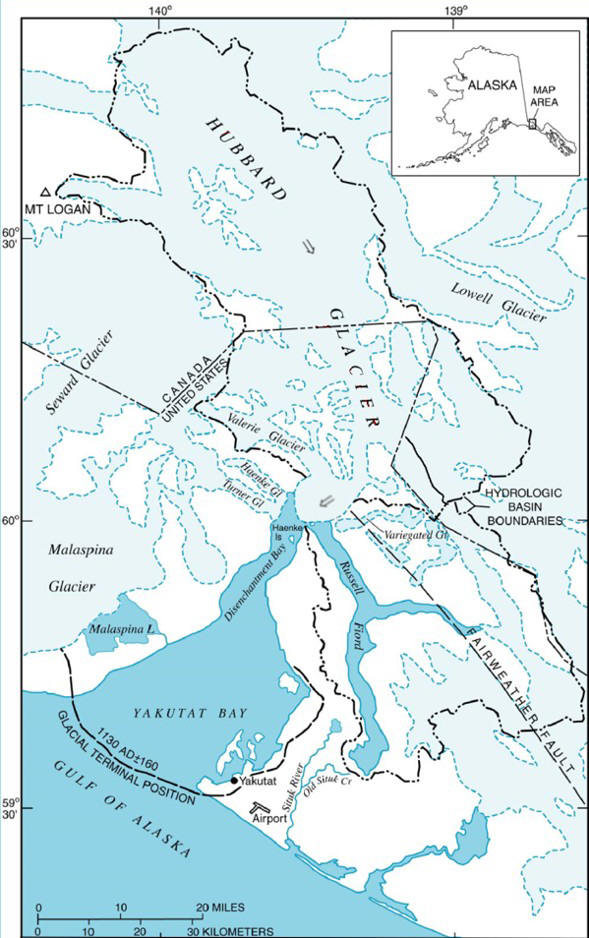
Mapa Yakutatského zálivu.

Yakutatská zátoka se nachází v severní části jihovýchodního cípu Aljašky (Spojené státy americké). Je široká 29 km a do vnitrozemí se zakusuje z Aljašského zálivu. Na svém konci se zužuje a přechází do Zálivu Vystřízlivění (Disenchantment Bay). Pojmenování Yakutat pochází z tlingitského jazyka a jako první ho zmínil Jurij Fjodorovič Lisjanskij v roce 1805.
10. září 1899 se stal záliv epicentrem dvou silných zemětřesení, které v rozmezí 37 minut dosáhly síly 7,4 a 8,0 stupňů Richterovy stupnice